# 東京都立武蔵高等学校・附属中学校
東京都立武蔵高等学校・附属中学校（とうきょうとりつむさしこうとうがっこう・ふぞくちゅうがっこう）、英: Tokyo Metropolitan Musashi Senior High School & Junior High Schoolは、東京都武蔵野市境に所在し、中高一貫教育を提供する都立中学校・高等学校。

## 概要
府立十三高女を前身とする東京多摩地域の都立高等学校・中学校である。「都立武蔵（とりつ むさし）」と呼ばれる。元々は高校のみの8クラス編成であったが、2008年度から附属中学校が3クラス編成で併設され、併設型中高一貫校となった（高校からの生徒募集も継続。高2から混合クラス）。2021年度より高校からの募集を停止し、中学校（4クラス編成）のみの募集となり、完全中高一貫校となる。定時制は2007年度から募集停止となった（2008年度から杉並区の荻窪高校内へ武蔵高校荻窪分校定時制課程として移転し、2010年3月に閉課）。
「自主自律」と「文武両道」の精神が根付いた校風で、高校3年間は制服が存在しないなど自由度は高く、学校生活の大部分が生徒の自主性と裁量に任されている。
中学1年次から習熟度別授業や少人数授業が多用される。独自科目の「地球学」では「地球の視点から物事を見る」ことをモットーに、社会科学と自然科学を横断して地球上のあらゆる事象について学ばれ、教科の枠を越えた学習がされる。
2015年度入学分から適性検査は一部の問題が他校との共通作成問題となった。共通問題と独自問題の比率はおよそ3：2である。

### 教育目標
- 豊かな知性と感性
- 健康な心と体
- 向上進取の精神

## 沿革
- 1940年 - 1月12日、東京府立第十三高等女学校として設立認可。4月10日、東京市中野区桃園町15の東京府立高等家政女学校（現:東京都立鷺宮高等学校）跡地[2]の仮校舎で第1回入学式ならびに開校記念式典を挙行。
- 1941年 - 4月1日、東京府立武蔵高等女学校と改称。
- 1942年 - 9月25日、現校地へ移転。2代目校舎使用開始。
- 1943年 - 7月1日、東京都制の施行に伴い東京都立武蔵高等女学校と改称。
- 1947年 - 4月1日、学制改革により高等女学校の生徒募集を停止。移行措置として併設中学校の設置（高等女学校から新制高等学校への移行については学制改革の項を参照）。
- 1948年 - 4月1日、学制改革により新制高等学校となる。東京都立武蔵女子新制高等学校と改称。5月1日、定時制課程発足。
- 1949年 - 4月1日、東京都立武蔵女子高等学校と改称。
- 1950年 - 1月26日、東京都立武蔵高等学校と改称、4月1日より男女共学開始。
- 1952年 - 学区合同選抜制度導入。
- 1963年 - 3代目校舎（旧校舎増改築）竣工。
- 1967年 - 学校群制度発足。三鷹高校と74群を組む。
- 1976年10月23日 - 早朝、3教室のカーテンが放火される事件が発生[3]。
- 1982年 - グループ合同選抜制度導入。同時に学区改編が行われ、第九学区・91グループに編成される。
- 1991年 - 格技棟竣工。
- 1994年 - 単独選抜となる。
- 2002年 - 旧グラウンドに4代目校舎（現在の校舎）竣工。
- 2003年 - 旧校舎が整地され、グラウンド完成。
- 2008年 - 4月1日、附属中学校設置。中学校3クラス、高校5クラス編成とし、併設型中高一貫制となる[4]。4月8日、附属中学校第1回入学式を挙行。11月22日、開校記念式典挙行。
- 2021年 - 附属中学校を4クラス編成とし、高校の生徒募集を停止する。武蔵野市民文化会館大ホールにて開校80周年記念式典挙行。
- 2022年 - 厨房その他改修竣工。附属中学校給食が、自校作成となる。
- 2024年-教室照明の工事及び屋上への太陽光パネル設置工事を施工｡教室照明が蛍光灯からLEDとなる｡

## 行事
三大行事として6月に音楽祭、9月中旬に体育祭、文化祭が行われる。これ以外にも地球学発表会、新入生歓迎会、校外学習、球技大会、修学旅行など様々な行事がある。

### 地球学発表会
「地球学」で行った個人研究集大成として、中学3年次に中間発表が開催され、高校2年次に最終発表が開催される。大学レベルの論文を目標とする。近年はSDGsへの志向が年々強まっている。

### 音楽祭
都立武蔵高校伝統の行事である。多くの場合、一学期の中間考査後に本格的に準備が始まり、生徒は朝練習や放課後練習など、学校生活内で授業の合間に合唱練習に打ち込む。本番は長らく埼玉県所沢市の所沢市民文化センター ミューズのアークホール（大ホール）を利用して行われてきた。クラス発表と音楽系部活（中高合同で活動する吹奏楽部・室内楽部・合唱部）の発表があり、最後にクラス発表に関連した表彰がある。音楽祭は高校1・2年生各6名、計12名からなる高校音楽祭実行委員会委員長団（通称音実委団）によって夏、つまり開催される前の年から打ち合わせを重ね企画されている。このほか各クラス2名ずつ選出される一般音実が委員会に出席して連絡事項を伝達するほか、当日の運営を手伝う。またクラス練習はクラス音実（通称「クラ音」）を中心として行われる。中学の各クラスでも2名ずつ音楽祭実行委員が選出されるが、中学音実は委員会への出席とクラスの練習の仕切りを共に担う。中学音実でも委員長、副委員長、書記が各1名選出され、「中学幹部」として中学音実の中心となるが、中高合同開催であるため企画・準備・運営業務の中心はあくまで高校音実委団であり、中学幹部は中学音実への連絡伝達、また中学校内での検討事項や教員とのコミュニケーションが主業務である。
高校の衣装は各クラスによって異なっており、主に曲に合わせてデザインされていた。2021年実施回より｢公立高校であることを鑑みた学校行事への家庭の経済的負担軽減｣を名目として全身統一の衣装購入禁止が決定され、一定の限度額下、各クラスの任意でネクタイ等の小物一品を揃える形に切り替えられた。中学生は制服夏服の正装で舞台に上がる。
2019年（平成31年）度は所沢市民文化センター ミューズの改修工事に伴い、府中の森芸術劇場どりーむホール（東京都府中市）に場所を移して開催された。
2020年度から大学入学共通テストへの英語個別試験導入に伴い、6月に英語外部試験が行われるため音楽祭は2月に実施とされ、高校3年生は大学受験のため不参加となった。このため、2020年には音楽祭が実施されなかった。
2020年度から大学入学共通テストへの英語個別試験導入に伴い、6月に英語外部試験が行われるため音楽祭は2月に実施とされ、高校3年生は大学受験のため不参加となった。このため、2020年度および2021年度は新型コロナウイルス感染症の感染拡大による緊急事態宣言・まん延防止等重点措置が東京都に発出され、これに伴う都教育委員会からの通達に従い、感染リスクが高いとされる音楽祭は中止となった。
先述の大学入学共通テストへの英語個別試験導入が当面見送られたことを受け、2022年度からは高3の参加のために再び6月開催となり、新型コロナウイルス感染症の拡大状況が落ち着いていたことで3年ぶりに音楽祭が、武蔵野市民文化会館の大ホールで実施された。ただし感染症対策のために座席間の間隔を確保する目的から、中学の部を午前、高校の部と音楽系部活による音楽会を午後の部とする2部入れ替え制での実施となったほか、PTAの写真撮影担当者を除き保護者の入場は見送られた。また、長らく音楽祭のCD作成を依頼してきた㈲レコーディングプランイチカワが廃業したため、この年以降音楽祭でのCD作成販売が中止されている。
2024年度より、音楽祭の実施場所を再度、埼玉県所沢市の所沢市民文化センター ミューズに変更している。また、開催方法についても例年同様に保護者の受け入れや中高合同での開催に戻された。

### 体育祭
夏休み前から準備段階に入り、夏休み後半に集中して練習がある。高校1〜3年生を赤・青・黄・白・緑の5つの団に分け、団対抗で競技を行う。クラスごとの代表者による100m走といった個人競技があるが、殆どは全員リレーや騎馬戦、棒倒しなどの団体競技で構成されている。また、競技の他にも各団が前々から準備・作成する団旗があり、概ね2m×3mの布に絵が描かれたものである。これもまた、総合順位と別に順位と表彰がある。中学校体育祭は同日に同プログラム内において3クラスが赤、青、白の計3団に分かれて行う。2021年度は新型コロナウイルス感染拡大による緊急事態宣言発令に伴う東京都教育委員会からの通知を受け、中学、高校で別日に開催された(中学は天候不順により中止となった)。

### 文化祭
例年、土曜日と日曜日の計2日にわたって開催される。発表形式はクラスは展示と食品、部活は展示・舞台発表・競技実演・食品などがある。準備は大抵の場合、夏休み明けから行われ、文化祭前々日は午後準備、前日は全日準備である。また、文化祭後の2日は振り替え休日で、文化祭の次の金曜日に体育祭が行われる。2024年度は9月14日と15日に行われることとなり、例年より若干遅くなったことや祝日との兼ね合いで振り替え休日と合わせて5連休となるなど、イレギュラーな日程となった。
都立武蔵高校の文化祭実行委員会は通称「文実（ぶんじつ）」と呼ばれる。文実には「クラス文実」と「文化祭実行委員」の2種類がある。ここで説明するのは「文化祭実行委員」の文実である。文実は委員長をはじめとする、以下に示す8つの班から成り立つ。文実は、各クラスから2人ずつ年度始めに選出されるが、前年度に文実だった者は、この各クラス2人に関係なく、文実になることができる。
活動期間は主に4月から文化祭当日までと、文化祭後の大きく分けて2つがある。前者の期間では、主に文化祭当日へ向けた準備がなされる。後者の期間では、会計処理や総括の作成がある。これらすべての活動は生徒が主体となって行われ、顧問はアドバイスをする程度に留まる。なお、コロナ禍以前と以後により多少の変更点がある。

#### コロナ禍以前の文実の体制
活動期間は主に4月から文化祭当日までと、文化祭後の大きく分けて2つがある。前者の期間では、主に、文化祭当日へ向けた準備がなされる。また、後者の期間では、会計処理や総括の作成がある。これら、すべての活動は生徒が主体となって行われ、顧問はアドバイスをする程度に留まる。
企画班
各団体の出し物の管理をする。危険な出し物がないか企画段階でチェックし、来校者の安全確保に努める。また、各団体で装飾の行き過ぎを防ぎ、公平を期するため装飾規定を定め、文化祭当日は規定違反があった場合警告する。
会場班
主な役割は体育館や会議室の照明である。照明は原則すべて会場班が設置しており、その年によって設置の仕方が微妙に異なる。また会場班は文化祭外でも活躍する文実内唯一の班であり、ダンス部の公演の照明も担う。
後夜祭班
後夜祭の運営の全般を担う。通常、前年度文化祭経験者の内、会場班から1人のみ選抜される。普段は会場班としてこの班の構成員は活動するが、後夜祭関係になると、会場班のサポートはあるものの、事実上1人で活動する。オーディションやタイムテーブル等が主たる仕事となる。
会計班
各団体で使用する予算の管理を行う。クラス団体には25,000円、有志団体には3,000円が予算として提供される。これ以上の額は各団体が支払うことになる。余った分は返却する。予算として使用した分は各団体が文実に会計を報告しなければならない。各団体からの会計報告をチェックし、最終的に生徒会に報告する。この予算で文化祭の準備等に不必要な物を購入することを防ぐための基準等も、会計班が決めている。また、会計報告は文化祭後に行われるため、事実上文実の中で最後まで活動している班となる。
食品班
食品団体の調整や売上金の管理などを行う。2006年は4つの団体が主食を提供した。
ゲート・PR班
ゲート班は、校門付近に毎年設置されるゲートのデザイン募集から作製までの全工程を担う。PR班は、文化祭のポスターとパンフレットのデザイン募集から作製までの全工程を担う。またPR班は、校内に掲示される各団体のポスターの管理も行っており、各団体で掲示可能なポスターの枚数などを決めている。
物品班
文化祭で使われる机、椅子や暗幕等の管理を行う。一番の大仕事は、文化祭前日と、文化祭後に行われる、物品移動と呼ばれる、机、椅子の移動である。武蔵高校の文化祭では各クラス団体が必ずしも自分のクラスで出し物を出せるとは限らない。そのため、文化祭前日には自分のクラスから出し物を行うクラスへ大移動を行う必要がある。その際に事前に文実へ提出した使用希望の物品の移動を行う。移動は混乱を避けるため文実が放送によって指示を出している。
文実企画班
通称「文企」。文実3年生から構成される。特に、前年度、委員長や各班の班長だった人が中心となる。後夜祭において、文実からの出し物として毎年何らかの出し物を行う。

#### コロナ禍以降の文実の体制
企画班
各団体の出し物の管理をする。危険な出し物がないか企画段階でチェックし、来校者の安全確保に努める。映像作品の場合は提出された映像のチェックも行う。また、各団体で装飾の行き過ぎを防ぎ、公平を期するため装飾規定を定め、文化祭準備〜当日にかけて規定違反があった場合警告する。　
会場班
主な役割は体育館や会議室の照明である。照明は原則すべて会場班が設置しており、その年によって設置の仕方が微妙に異なる。また、会場班は文化祭外でも活躍する文実内唯一の班であり、ダンス部の公演の照明も担う。
会場・後夜祭班
後夜祭の運営の全般および文化祭当日の照明器具の操作・会場設営を担う。後夜祭に関しては、後夜祭運営と設営、オーディションやタイムテーブル等が主たる仕事となる。
会場に関しては、その年によって設置の仕方が微妙に異なる。また文化祭外でも活躍する文実内唯一の班であり、ダンス部の公演の照明も担う。
総務班
各団体で使用する予算の管理および食品団体の管理を行う。クラス団体には25,000円が予算として提供される。これ以上の額は各団体が支払うことになる。余った分は返却する。予算として使用した分は各団体が文実に会計を報告しなければならない。各団体からの会計報告をチェックし、最終的に生徒会に報告する。この予算で文化祭の準備等に不必要な物を購入することを防ぐための基準等も決めている。また、会計報告は文化祭後に行われるため、事実上文実の中で最後まで活動している班となる。
また食品団体に関しては、各団体・教員・保健室・保健所との橋渡し役を担い、食中毒やアレルギー対応、販売物品や個数の管理など、数多くの業務をこなす。基本的に販売は食券制となるため、その制作および配布・管理も行う。文化祭当日も各日売り上げ予算の計算が行われるため休みは少ない。
ゲート班
校門付近に毎年設置されるゲートのデザイン募集から、作製までの全工程を担う。
PR班
文化祭のポスターとパンフレットのデザイン募集から、作製までの全工程を担う。また校内に掲示される各団体のポスターの管理も行っており、各団体で掲示可能なポスターの枚数などを決めている。2024年度は15枚であった。
物品班
文化祭で使われる机、椅子や暗幕等の管理を行う。一番の大仕事は、文化祭前日と、文化祭後に行われる、物品移動と呼ばれる、机、椅子の移動である。武蔵高校の文化祭では各クラス団体が必ずしも自分の教室で出し物を出せるとは限らない。そのため、文化祭前日には自分の教室から出し物を行うクラスへ大移動を行う必要がある。その際に、事前に文実へ提出した使用希望の物品の移動を行う。移動は混乱を避けるため文実が物品移動マニュアルに沿って複数回に分け、放送によって指示を出している。

## 部活動
中高共にあるものは◎、高校単独のものは◆を記してある。

### 体育系
- 陸上競技部◎
- ラグビー部◎
- 硬式野球部◆
- バレーボール部（男・女）◎
- バドミントン部◆
- バスケットボール部（女）◎
- 卓球部◎
- 水泳部◆
- 山岳部◆
- サッカー部◎
- 剣道部◎
- 硬式テニス部（男・女）◎
- ダンス部◆

### 文化系
- 合唱部◎
- 吹奏楽部◎
- 生物部◎
- 美術部◎
- 軽音楽部◆
- 茶道部◎
- 室内楽部◎
- パソコン部◎
- 天文部◆
- 文芸部◎

## 委員会活動
委員会活動も生徒の自主性が重んじられており、盛んに行われている。
＊印のものは高校のみ・※印は中学のみ
- HR委員会（附属中では学級委員会と呼称）
- 風紀委員会
- 厚生委員会
- 整備委員会
- 給食委員会※
- 図書委員会
  - 広報班＊
  - 整備班＊
- 音楽祭実行委員会
- 体育祭実行委員会
- 文化祭実行委員会⇒#文化祭参考
- 球技大会実行委員会
- 選挙管理委員会
- クラブ委員会（各クラブの代表者によって構成）
- 旅行委員会（臨時）※

クラブ委員会を除き、基本的に各HRからそれぞれ2名が委員になる。

## 制服（附属中学）
制服はブレザーを採用している。世界に羽ばたくリーダーを目指す教育目標をもとに、国連ブルーを基調としたデザインとなっている。女子の制服はスカートにチェックの柄があり、青が基調になっている。

### 特徴
ブレザー、ズボンは基本的に黒一色であり、スカートには青色と紺色、黒色でのチェック柄の装飾が施されている。
ネクタイ、リボンには 青 白 黒の斜めストライプ柄の装飾が施されている。
女子はスラックス（ズボン）、ネクタイを着用することが認められているが、正装としてネクタイは認められていない。

### 制服の規定
指定品
- ブレザー
- ズボン
- スカート
- リボン
- ネクタイ
- 校章と学年学級章を付けた切手大サイズの布

指定品またはそれに準ずるもの
- カーディガン
- セーター
- ベスト
- Yシャツ/ブラウス

指定品でないもの
- コート（パーカー）
- マフラー

冬季の登下校時のみ可。白や黒を基調とした華美でないものに限る。

### 冬服
冬服は、ブレザーとズボン・スカートと長袖Yシャツ・ブラウスを着用し、ネクタイ、リボンの着用も義務付けられる。

### 夏服
夏服は、ズボン・スカートに半袖、長袖Yシャツ・ブラウスを着用し、ネクタイ、リボンの着用は学年集会のような正装時のみ義務付けられる。

## 著名な現職教諭
- 中村隆道 - シンガーソングライター

## 著名な卒業生

### 政治
- 高原須美子 - 元毎日新聞記者、経済評論家、元プロ野球セ・リーグ会長、元経済企画庁長官
- 土屋正忠 - 元衆議院議員、元武蔵野市長
- 西川京子 - 元衆議院議員。厚生労働副大臣、文部科学副大臣を歴任。元九州国際大学学長
- 朝木明代 - 元東村山市議会議員。
- 清水庄平 - 元立川市長
- 石川良一 - 東京都議会議員。元稲城市長

### 経済
- 長林道生- メルシャン社長、日本ワイナリー協会理事長
- 前田裕子 - 旭化成取締役、コーセー取締役、中外製薬監査役、九州大学理事、公立大学法人大阪監事

### 行政
- 長谷成人 - 元水産庁長官、海洋水産技術協議会議長
- 岩並秀一 - 元海上保安庁長官
- 寺田達志 - 元地球環境審議官、元国際連合環境計画常駐代表
- 多羅尾光睦 - 元東京都副知事、東京都競馬社長

### 法曹
- 金崎浩之 - 弁護士 / 定時制

### 学者
- 高田礼人 - 北海道大学教授・ウイルス学
- 賞雅寛而 - 東京海洋大学名誉教授、富山高等専門学校校長
- 伊藤智義 - 千葉大学教授・人工システム科学、漫画原作者
- 田中俊之 - 大正大学准教授・男性学
- 久堀徹 - 東京工業大学教授、同校科学技術創成研究院長・植物生化学
- 大内裕和 - 中京大学教授・社会学

### 文化
- 清水忠男 - インダストリアル（インテリア・環境）デザイナー。千葉大学名誉教授
- 小田部羊一 - アニメーター
- 是枝裕和 - 映画監督
- 田中泯 - ダンサー、俳優、批評家
- 中山ラビ - シンガーソングライター
- 田家大知 - 音楽プロデューサー、作詞家、作曲家、映像作家、音楽ライター
- 福間洸太朗 - ピアニスト
- 安食総子 - 女流棋士
- 樹林伸 - 漫画原作者
- 高田明美 - イラストレーター、宝飾デザイナー

### スポーツ
- 前田和明 - 元サッカー選手

### 芸能
- 河原崎長一郎 - 俳優
- 岩下志麻 - 女優（明星学園高等学校に編入）
- 古今亭右朝 - 落語家
- 岡野進一郎 - 俳優
- 宮之上貴昭 - ジャズギタリスト
- 大袈裟太郎 - ラッパー
- 中村涼子 - キャラクターデザイナー、元お笑いタレント
- きったん - お笑いタレント（根菜キャバレー）
- 金子あい - 舞台俳優

### 放送・ジャーナリスト
- 中島みち - ノンフィクション作家
- 奥寺健 - フジテレビアナウンサー
- 森本健成 - 元NHKアナウンサー
- 吉崎典子 - フリーアナウンサー、元フジテレビアナウンサー
- 掛貝梨紗 - 元フリーアナウンサー
- 江原啓一郎 - NHKアナウンサー

## 交通アクセス
出典 : 
電車
- JR中央線・西武多摩川線　武蔵境駅北口 / nonowa口より徒歩10分

バス
| 運行事業者 | 乗車停留所       | 系統             | 下車停留所              |
| ---------- | ---------------- | ---------------- | ----------------------- |
| 関東バス   | 桜堤団地         | 吉72             | 「武蔵高校」            |
| 関東バス   | 武蔵境駅北口     | 境12・境16・境17 | 「武蔵高校」            |
| 小田急バス | 武蔵境駅北口     | 境21             | 「武蔵高校前」、徒歩2分 |
| 西武バス   | ひばりヶ丘駅南口 | 境03・境04・境07 | 「桜橋」、徒歩7分       |